# Roberto Joaquín García
 Roberto Joaquín García (La Matanza, 20 de agosto de 2001) es un futbolista argentino. Juega como lateral derecho y su equipo actual es el Club Atlético Vélez Sarsfield, de la Primera División de Argentina. Fue internacional con la selección de fútbol sub-23 de Argentina.

## Trayectoria

### Vélez Sarsfield
Llegó a las divisiones inferiores cuando tenía 8 años.Debutó en la Primera División el 28 de marzo de 2021 frente a Defensa y Justicia.

## Selección nacional
Fue citado por Javier Mascherano para disputar el Preolímpico 2024 con la selección sub-23 de Argentina, donde obtuvieron la medalla de plata.

#### Participaciones en Juegos Olímpicos
| Torneo                | Sede  | Resultado        | Partidos | Goles |
| --------------------- | ----- | ---------------- | -------- | ----- |
| Juegos Olímpicos 2024 | París | Cuartos de final | 3        | 0     |

## Estadísticas

### Clubes
Actualizado al último partido disputado el 21 de diciembre de 2024.
| Club                        | Div.          | Temporada     | Liga  | Liga  | Copas nacionales | Copas nacionales | Copas internacionales | Copas internacionales | Total | Total |
| Club                        | Div.          | Temporada     | Part. | Goles | Part.            | Goles            | Part.                 | Goles                 | Part. | Goles |
| --------------------------- | ------------- | ------------- | ----- | ----- | ---------------- | ---------------- | --------------------- | --------------------- | ----- | ----- |
| Vélez Sarsfield Argentina   | 1.ª           | 2020          | 1     | 0     | 0                | 0                | —                     | —                     | 1     | 0     |
| Vélez Sarsfield Argentina   | 1.ª           | 2021          | 4     | 0     | 0                | 0                | 0                     | 0                     | 4     | 0     |
| Vélez Sarsfield Argentina   | 1.ª           | 2022          | 1     | 0     | 0                | 0                | 0                     | 0                     | 1     | 0     |
| Vélez Sarsfield Argentina   | 1.ª           | 2023          | 18    | 1     | 2                | 0                | —                     | —                     | 20    | 1     |
| Vélez Sarsfield Argentina   | 1.ª           | 2024          | 22    | 0     | 16               | 0                | —                     | —                     | 38    | 0     |
| Vélez Sarsfield Argentina   | Total club    | Total club    | 46    | 1     | 18               | 0                | 0                     | 0                     | 64    | 1     |
| Círculo Deportivo Argentina | 3.ª           | 2022          | 1     | 0     | —                | —                | —                     | —                     | 1     | 0     |
| Círculo Deportivo Argentina | Total club    | Total club    | 1     | 0     | 0                | 0                | 0                     | 0                     | 1     | 0     |
| Total carrera               | Total carrera | Total carrera | 47    | 1     | 18               | 0                | 0                     | 0                     | 65    | 1     |

## Palmarés

### Títulos nacionales
| Título           | Club            | País      | Año  |
| ---------------- | --------------- | --------- | ---- |
| Primera División | Vélez Sarsfield | Argentina | 2024 |